# نيت ماربل
نيت ماربل (بالإنجليزية:Netmarble). (بالكورية : 넷마블 주식회사) هي شركة تطوير ألعاب جوال كورية جنوبية. وهي أكبر شركة ألعاب محمولة في كوريا الجنوبية، وقد تأسست في عام 2000 على يد بانج جون هيوك.

## نظرة عامة
طور نيت ماربل في عام 2015 وتم إصداره للجمهور في نفس العام. اعتبارًا من عام 2019 أصبحت L2R واحدة من أعلى الهواتف المحمولة ربحًا في السوق؛ تجاوزت 924 مليون دولار في 11 شهرٍا منذ صدورها. حاليًا، تستمر نيت ماربل في التحديث وإحضار محتوى جديد إلى L2R.
تنتج الشركة ألعابًا محمولة ذات تصنيف لعب الأدوار. اعتبارًا من عام 2015، كان لديها أكثر من 3000 موظف وخدمت أكثر من 120 دولة حول العالم. في مايو 2017، طرح بانج الشركة للاكتتاب العام، وجمع 2.4 مليار دولار.
طورت Netmarble ألعابًا عديدة للهاتف المحمول بما في ذلك Seven Knights و Raven (Evilbane في الولايات المتحدة) و Everybody's Marble. كما تدعي أيضًا أن لديها حصة كبيرة من المساهمين في SGN ، وهي شركة تطوير ألعاب عامية، ولديها شراكة إستراتيجية مع شركة CJ ENM.
منذ عام 2015، رُخصت الشركة الأسماء المملوكة لشركة ديزني لإنتاج ألعاب مثل Marvel: Future Fight (2015) ،  Disney Magical Dice (2016) ،  و Star Wars: Force Arena (2017).    
في عام 2018، عينت نيت ماربل بارك شون رئيسًا تنفيذيًا جديدًا لها. بارك، كبير مسؤولي الإستراتيجية السابق لمشغل كاكاوتالك، شارك في رئاسة نيت ماربل مع الرئيس الحالي "Kwon Young-sik".
في أبريل 2018 ، استحوذت Netmarble على 25.71٪ في Big Hit Entertainment ، وهي وكالة مجموعة الفتيان الكورية BTS وTXT ، لتصبح ثاني أكبر مساهم فيها. اعتبارًا من عام 2021 ، تمتلك 19.31٪ من Big Hit Entertainment بعد أن غيرت اسمها إلى HYBE Corporation 
تدهورت شراكة نيت ماربل و والت ديزني بشكل كبير قرب نهاية عام 2018 عندما أعلن الأول أنه لم يعد بإمكانه دعم Disney Magical Dice و Star Wars: Force Arena ، وفي النهاية أغلقت كلتا اللعبتين ،  مما ترك لعبة Future Fight باعتبارها اللعبة الوحيدة من شراكة ديزني التي تدعمها.
في فبراير 2021 ، استحوذت الشركة على المطور Kung Fu Factory في لوس أنجلوس.
اعتبارًا من عام 2021 ، تألف مساهمو Netmarble من Bang Jun-hyuk (24.12٪) و CJ ENM (21.78٪) و Tencent (Han River Investment Pte. المحدودة) (17.52٪) ، إن سي سوفت (6.8٪) وأخرى (29.78٪). 